# Ilustracja dziecięca
Ilustracja dziecięca – ilustracja występująca w książkach kierowanych do dzieci, często tzw. książkach obrazkowych.
Tekst i obraz w takich książkach zazwyczaj tworzą jedną całość, gdyż ilustracja dziecięca powinna bezpośrednio dotyczyć zamieszczonego tekstu, może też być jedynym składnikiem książki dla dzieci, zwłaszcza najmłodszych – może przybierać wówczas postać albumu bez tekstu lub z jego niewielkim udziałem. Przyczynia się do rozwoju odbiorcy i dostarcza mu wrażeń estetycznych. Kontakt dziecka z ilustracjami w książce może następować przed czytaniem, w czasie jego trwania, bądź po zakończeniu lektury.
Marta Woszczak w 2015 r. zwróciła uwagę, że o ile istnieją w Polsce kanoniczne bądź popularne ilustrowane pozycje dla młodych czytelników, w tym lektury szkolna, nie ma odgórnych sugestii lub wytycznych w kontekście ilustracji dla dzieci, co powoduje, że nawet w przypadku lektur obowiązkowych czy popularnych w szkołach, uczniowie mają do czynienia z utworami o niespójnym poziomie ilustracji, co uznała za niedopatrzenie w polskim systemie oświaty, spowodowane nie przywiązywaniem znaczącej wagi do tematu ilustracji dziecięcej na lekcjach języka polskiego (gdzie nacisk położony jest na warstwę tekstową, a nie graficzną, omawianych pozycji).

## Historia
Wraz z rozwojem druku zaczęły pojawiać się pierwsze książki dla dzieci, dominowała jednak literatura religijna, książki do nauki gramatyki i dobrego zachowania. Pierwsze książki z ilustracjami, które można było przeznaczyć do czytania dla dzieci to zbiory bajek, zwłaszcza Bajki Ezopa (pierwsze angielskie wydanie w 1484 roku) czy Fabulae Centum autorstwa Gabriela Faerno. Początkowo ilustracje w książkach dla dzieci niemal nie różniły się od ilustracji w wydaniach dla dorosłych i nie były dostosowane do potrzeb percepcyjnych dzieci.
Ilustracje w książkach dla dzieci stały się bardziej popularne od połowy XVIII wieku. Jedna z pierwszych książek typowo dla dzieci to tytuł A Little Pretty Pocket-Book (1744), natomiast za pierwszą powieść dla dzieci uważa się The History of Little Goody Two-Shoes z 1765 roku; obie ilustrowane pozycje wydał John Newbery. 
Wraz ze wzrostem rynku zabawek, ilustrowane książki dla dzieci zaczęły być wyposażane w takie elementy, jak ruchome części – twórcą specjalizującym się w takich książkach był niemiecki grafik Lothar Meggendorfer (1847–1925). Rozwiązania techniczne dostępne w XX wieku sprawiły, że ilustrowane książki dla dzieci mogły być stosunkowo tanie przy zachowaniu dobrej jakości. Do klasycznej rysunkowej ilustracji dziecięcej dołączyła fotografia wykorzystywana zarówno jako zamiennik np. drzeworytu, jak również wykorzystywano ją w procesie reprodukcji. Ilustrowane książki dla dzieci stopniowo zaczęto coraz bardziej dostosowywać do potrzeb określonych grup wiekowych, a różnorodność gatunków ilustrowanej książki dziecięcej niemal dorównuje książkom dla dorosłych.

## Wybrani twórcy
- Vilhelm Pedersen – ilustrator baśni Andersena[9]
- George Cruikshank[7]
- Dr. Seuss – twórca Kota Prota[7]
- Kay Nielsen(inne języki)[7]
- Beatrix Potter – twórczyni Piotrusia Królika[10]
- Tomie dePaola(inne języki) – zilustrował około 260 książek[11]
- Jan Marcin Szancer – zilustrował około 300 książek[12]
- Bohdan Butenko – twórca Gapiszona, Kwapiszona, Gucia i Cezara[13]
- Olga Siemaszko – zilustrowała ponad 200 książek[14]

## Galeria

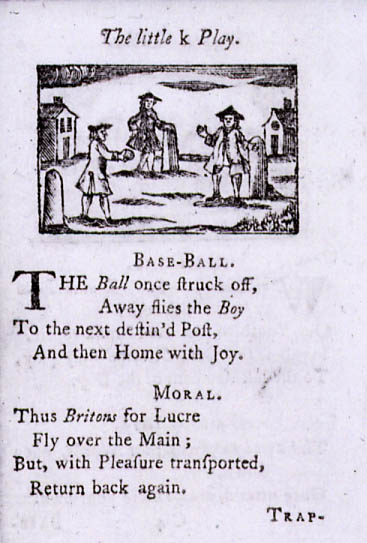
Strona z książki A Little Pretty Pocket-Book (1744)
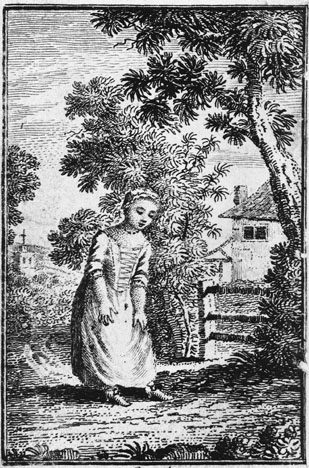
Drzeworyt z książki The History of Little Goody Two-Shoes (1768)
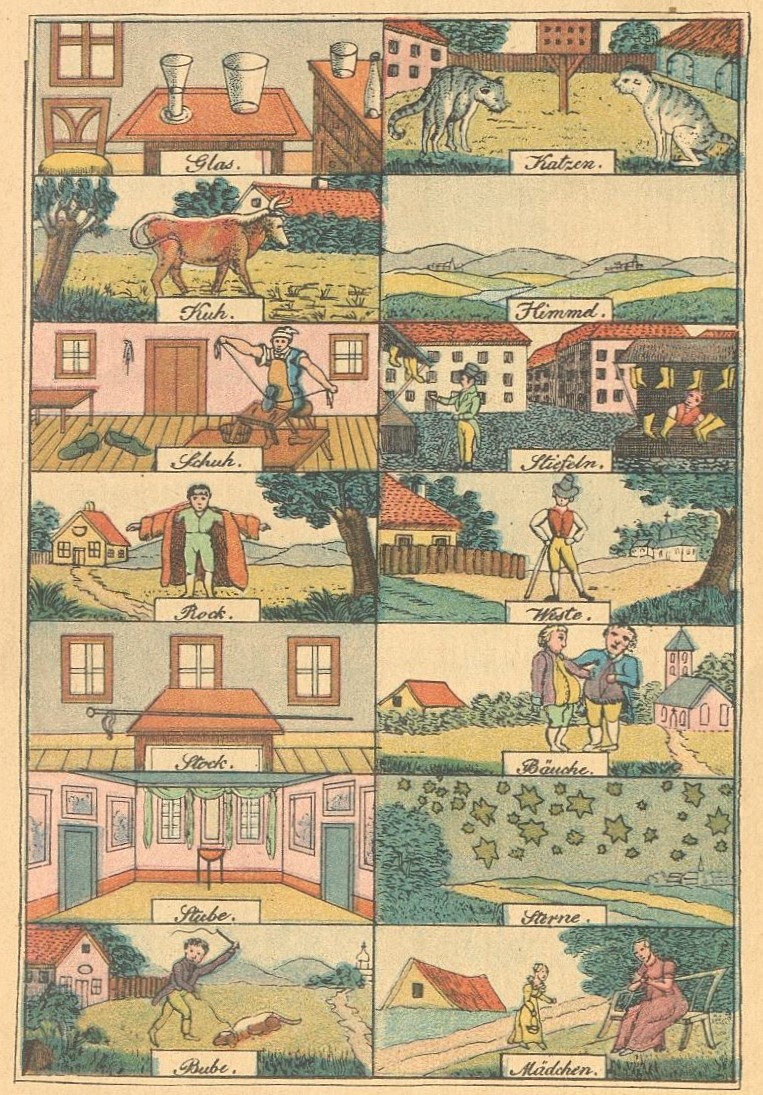
Das lieblichste Geschenk für kleine Kinder Heinricha Müllera (1830)
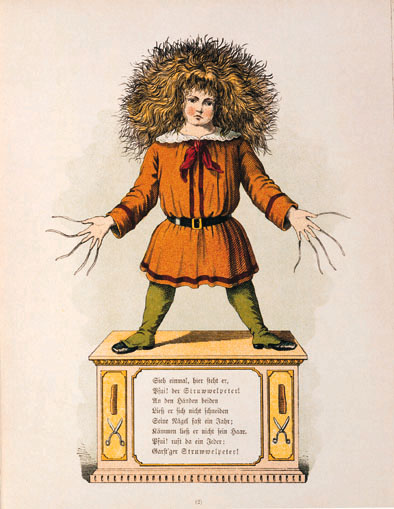
Staś Straszydło (1876)
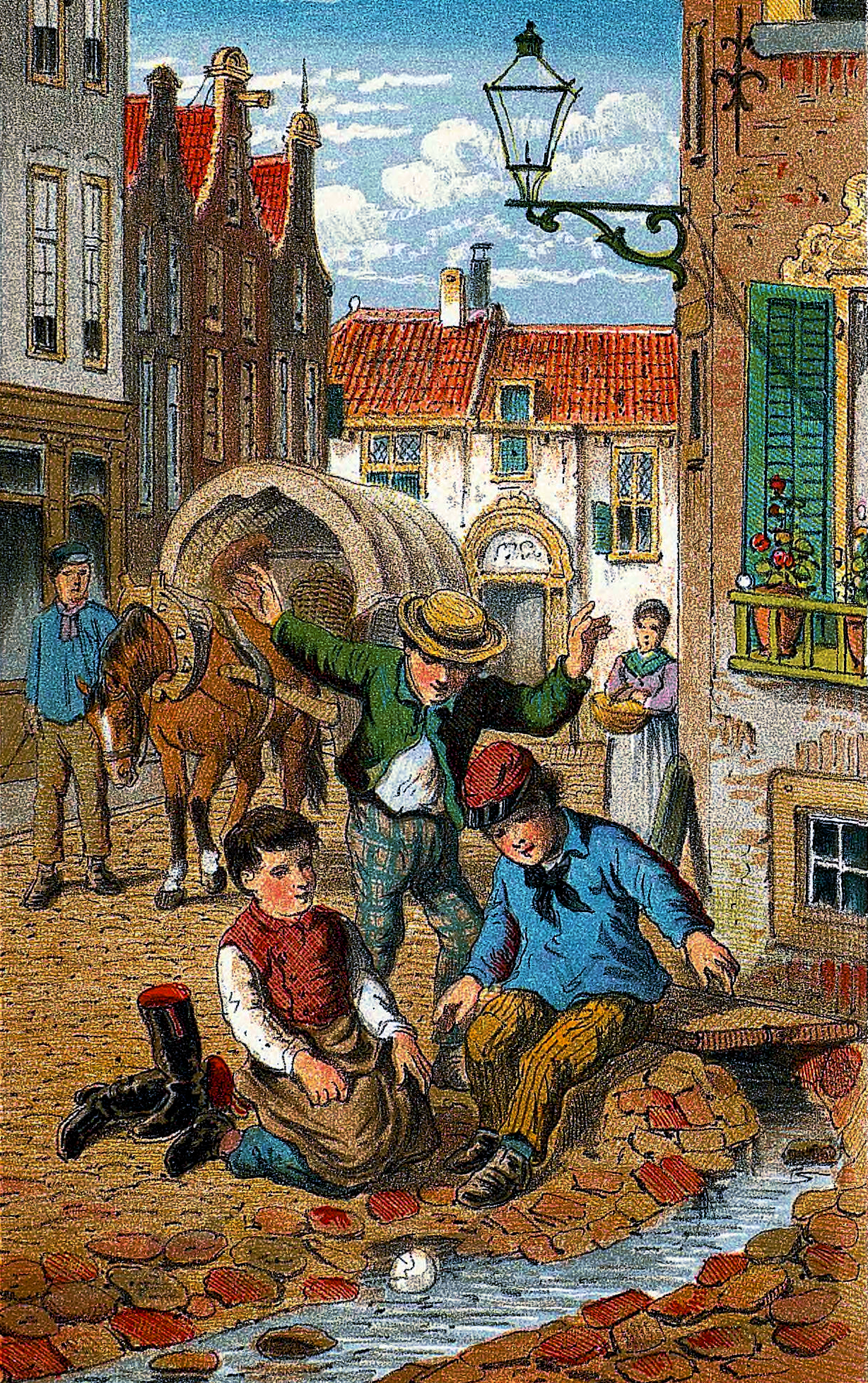
Ilustracja do angielskiego wydania Igły do cerowania Andersena (1888)
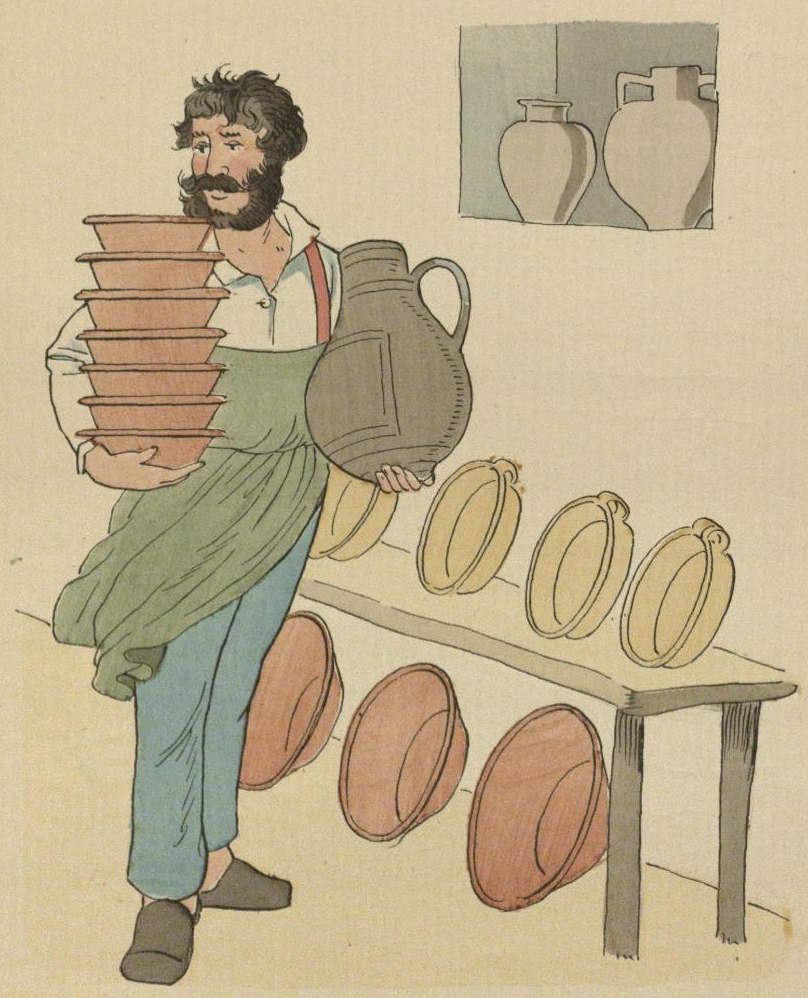
Ilustracja z książki Was soll ich werden? autorstwa L. Meggendorfera (1888)
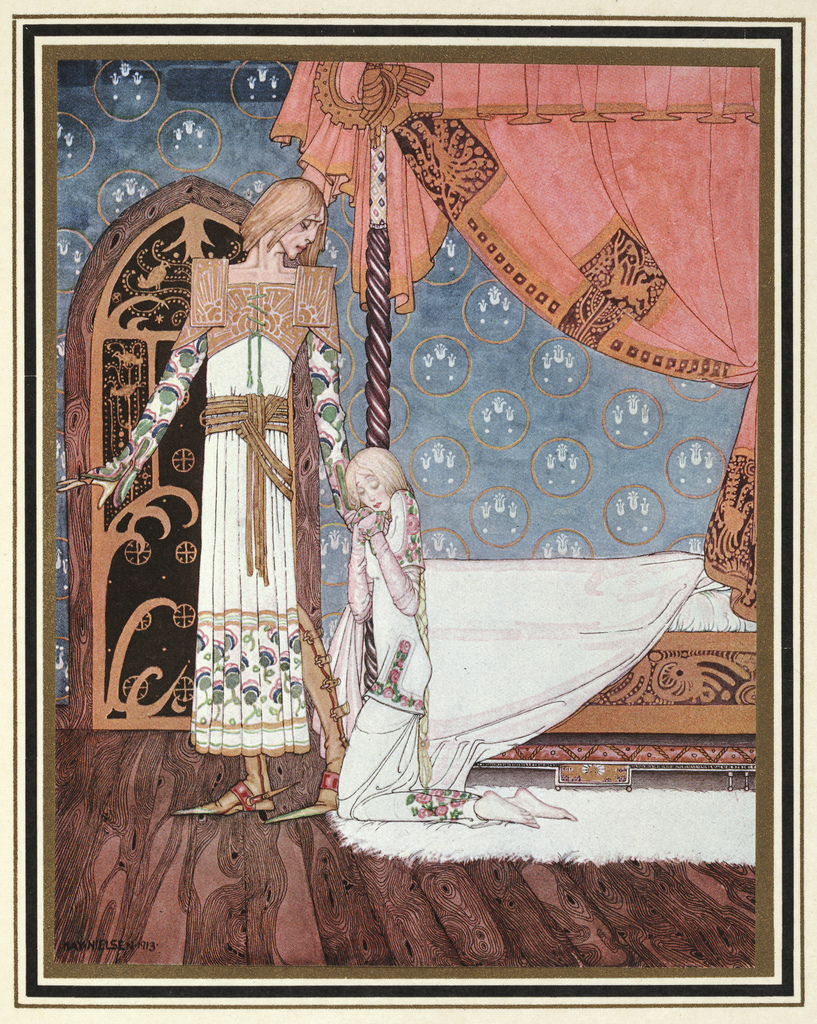
Ilustracja autorstwa K. Nielsena w Na wschód od słońca, na zachód od księżyca (1914)
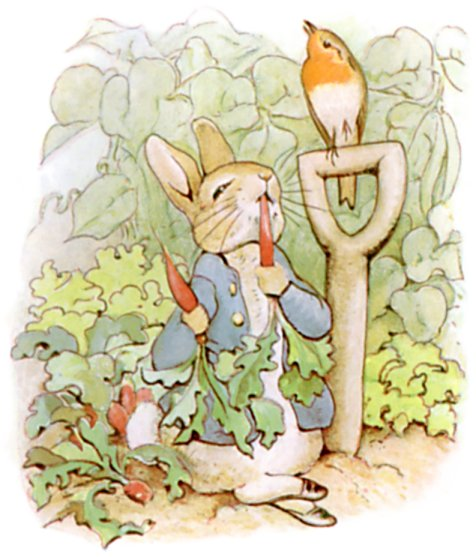
Ilustracja z The Tale of Peter Rabbit (1902)
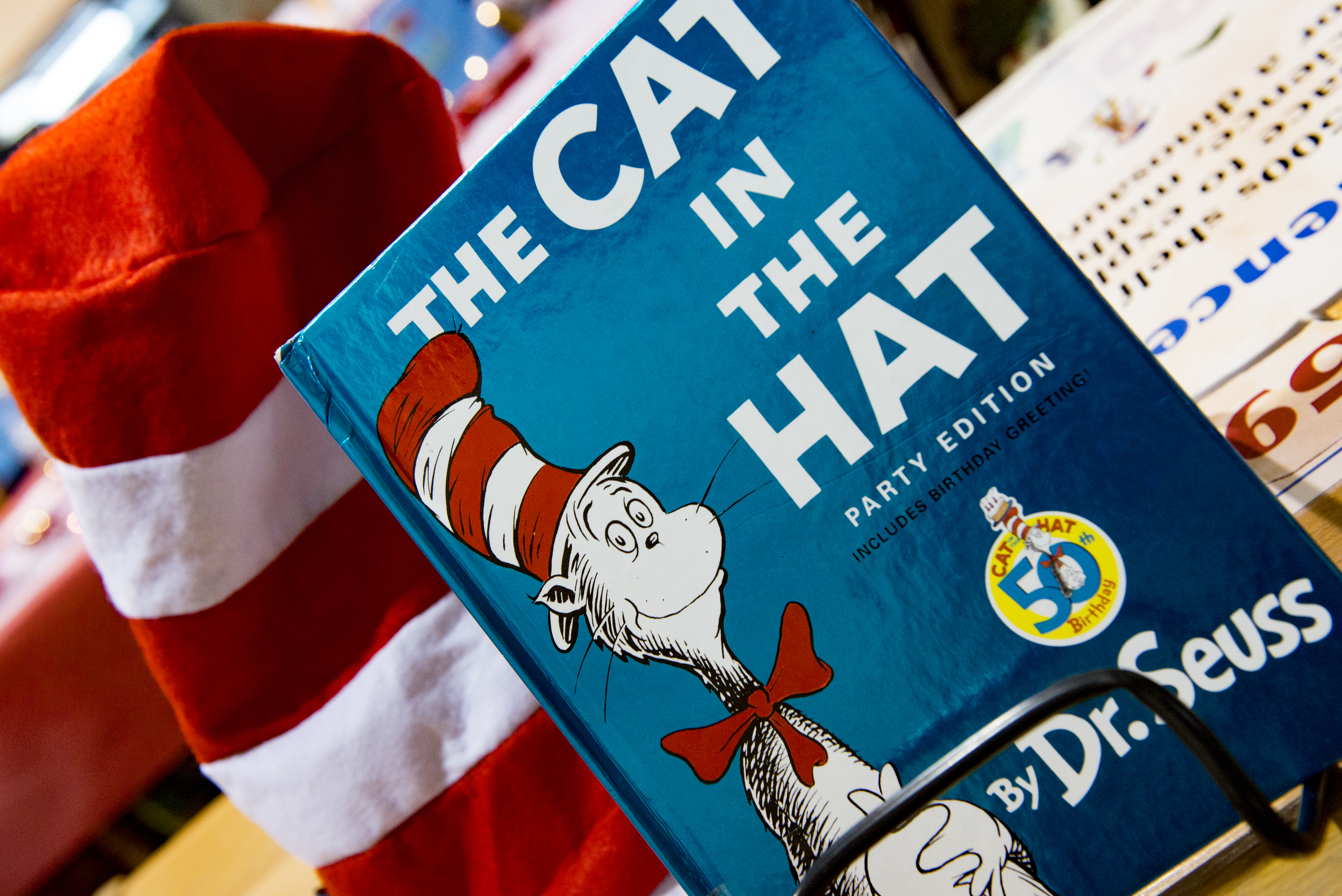
The Cat in the Hat (Kot Prot), wydanie jubileuszowe